# Dagmar Käsling
Dagmar Käsling (née le 15 février 1947 à Magdebourg) est une athlète allemande spécialiste du 400 mètres.
Sélectionnée pour les Jeux olympiques d'été de 1972, à Munich, elle s'impose en finale du 4 × 400 m aux côtés de Rita Kühne, Helga Seidler et Monika Zehrt. L'équipe de la République démocratique allemande établit un nouveau record du monde de la discipline en 3 min 23 s 0 et devance finalement les États-Unis et la République fédérale d'Allemagne. Alignée par ailleurs dans l'épreuve individuelle, Dagmar Käsling se classe septième de la finale du 400 m en 52 s 19.
Elle était licenciée au club du SC Magdeburg.

## Palmarès
| Date | Compétition     | Lieu   | Place | Discipline |
| ---- | --------------- | ------ | ----- | ---------- |
| 1972 | Jeux olympiques | Munich | 1re   | 4 × 400 m  |